# Aeroportul Berdeansk
Aeroportul Berdeansk (IATA: ERD, ICAO: UKDB) este un aeroport din Berdeansk, Regiunea Zaporijjea, Ucraina.
Situat la o altitudine de 52 m, aeroportul dispune de o singură pistă.